# Neznělá faryngální frikativa
Neznělá faryngální frikativa je souhláska vyskytující se v některých jazycích. V IPA má symbol [ħ]. Často se přepisuje také znakem ⟨ḥ⟩.
Vyskytuje se například v arabštině, syrštině, klasické hebrejštině a nacházela se i ve starověké egyptštině.
- Způsob artikulace: třená souhláska (frikativa). Vytváří se pomocí úžiny (konstrikce), která se staví do proudu vzduchu, čímž vzniká šum – od toho též označení úžinová souhláska (konstriktiva)
- Místo artikulace: faryngála, uzávěra se vytváří dotekem kořene jazyka s faryngem (hltanem).
- Znělost: neznělá souhláska – při artikulaci jsou hlasivky v klidu. Znělým protějškem je ʕ.
- Ústní souhláska – vzduch prochází při artikulaci ústní dutinou.
- Souhláska je střední, což znamená, že je produkovaná a dovolující vzdušnému proudu aby šel kolem středu jazyka, spíše než ze stran.
- Pulmonická egresivní hláska – vzduch je při artikulaci vytlačován z plic.